# Hermanville, Seine-Maritime
Hermanville là một xã thuộc tỉnh Seine-Maritime trong vùng Normandie miền bắc nước Pháp.

## Huy hiệu
| Arms of Hermanville | The arms of Hermanville are blazoned: Argent, a fess azure between 3 roses gules, the fess charged with 3 charged bezants [Or] 1: a lion contourny, 2: a double-headed eagle and 3: a lion all sable voided. |

## Dân số
| Năm | 1962 | 1968 | 1975 | 1982 | 1990 | 1999 | 2006 |
| --- | ---- | ---- | ---- | ---- | ---- | ---- | ---- |
| Dân số | 102  | 119  | 101  | 110  | 132  | 111  | 120  |
| From the year 1962 on: No double counting—residents of multiple communes (e.g. students and military personnel) are counted only once. |      |      |      |      |      |      |      |